# Agama boueti
Espèce
Synonymes
- Agama castroviejoi Padial, 2005

Statut de conservation UICN

 LC  : Préoccupation mineure
Agama boueti est une espèce de sauriens de la famille des Agamidae.

## Répartition
Cette espèce se rencontre en Mauritanie, au Sénégal, au Mali, au Burkina Faso et au Niger.

## Étymologie
Cette espèce est nommée en l'honneur de l'ornithologue Georges Bouet (1869-1957).

## Publication originale
- Chabanaud, 1917 : Énumération des reptiles non encore étudiés de l'Afrique occidentale, appartenant aux collections du Muséum, avec la description des espèces nouvelles. Bulletin du Muséum d'Histoire Naturelle, Paris, vol. 23, p. 83-105 (texte intégral).